# Apogonichthyoides
Apogonichthyoides – rodzaj ryb z rodziny apogonowatych (Apogonidae).

## Klasyfikacja
Gatunki zaliczane do tego rodzaju:
- Apogonichthyoides atripes
- Apogonichthyoides brevicaudatus
- Apogonichthyoides cantoris
- Apogonichthyoides chrysura
- Apogonichthyoides enigmaticus
- Apogonichthyoides erdmanni
- Apogonichthyoides euspilotus
- Apogonichthyoides gardineri
- Apogonichthyoides heptastygma
- Apogonichthyoides maculipinnis
- Apogonichthyoides melas
- Apogonichthyoides miniatus
- Apogonichthyoides niger
- Apogonichthyoides nigripinnis – apogon czarnopłetwy[2]
- Apogonichthyoides opercularis
- Apogonichthyoides pharaonis
- Apogonichthyoides pseudotaeniatus
- Apogonichthyoides regani'
- Apogonichthyoides sialis
- Apogonichthyoides taeniatus
- Apogonichthyoides timorensis
- Apogonichthyoides umbratilis
- Apogonichthyoides uninotatus